# Шуховська вежа (Пісківка)
Шу́ховська ве́жа — водонапірна вежа в смт. Пісківка Київської області. Споруда гіперболоїдної конструкції. 

## Історія
Виконана за проєктом інженера Володимира Шухова. Конструкція металева, із залізобетонною основою, побудована у 20-х роках ХХ століття. У період Другої світової війни на башту випала нелегка доля — у лісах навколо неї велись інтенсивні бої. Поруч з вежею знаходиться братьська могила воїнів, що полягли за звільнення Пісківки у 1943-му.

## Сучасний стан
Башта і нині використовується за призначенням. Оригінальні спіральні сходи частково замінені, та все ж сам стан вежі є незадовільним.
Башту було виявлено 27 березня 2014 року під час краєзнавчого дослідження Пісківки.

## Фотогалерея

Пам'ятник на братській могилі поруч з баштою
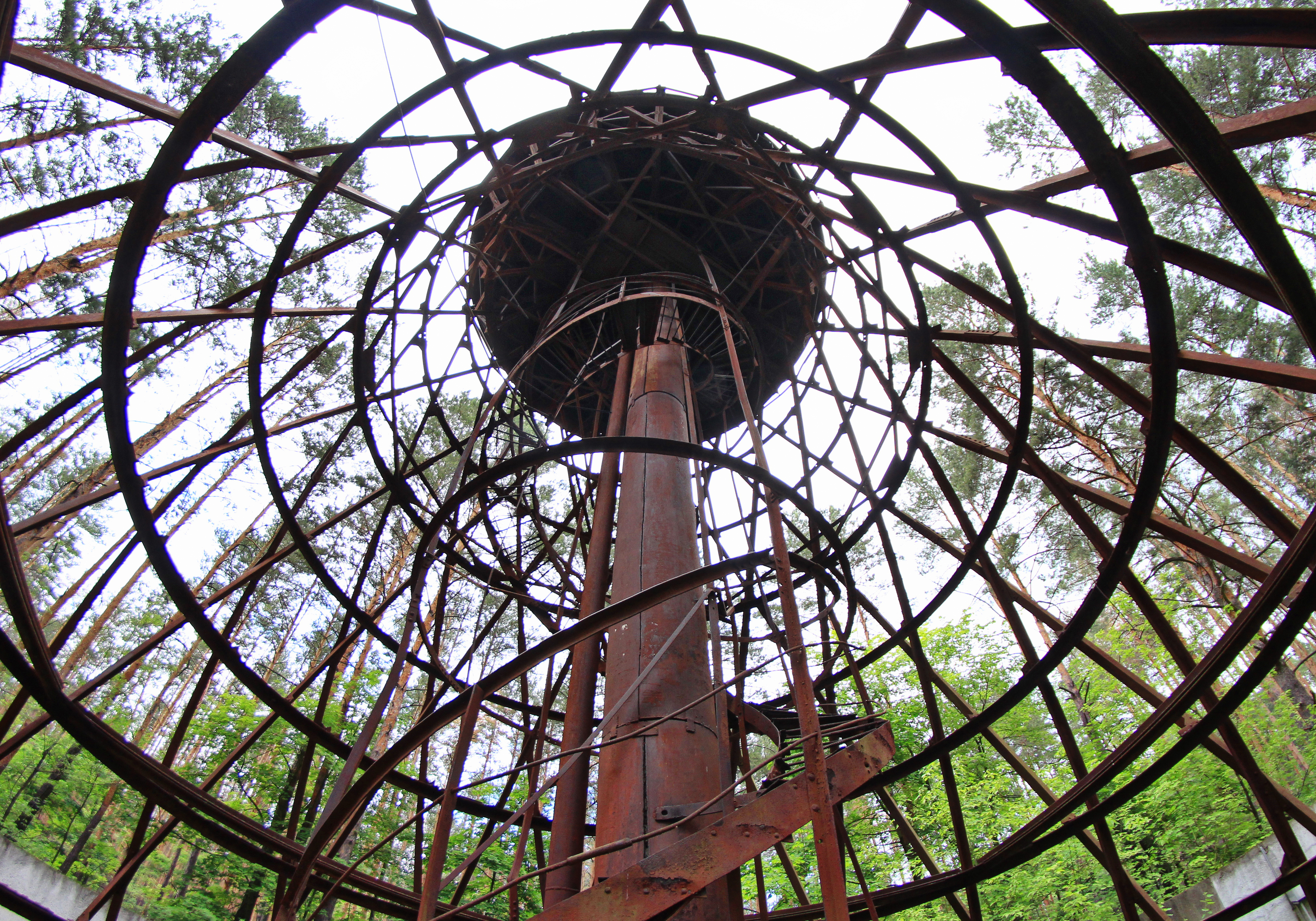
Металеві конструкції
Деформований метал
Спіральна драбина вежі
Слід від кулі, ехо війни

Залишки вежі є об'єктом індустріального туризму екстремалів України та інших країн.